# King's German Legion
La King's German Legion (KGL) (en alemán: Königlich Deutsche Legion, en español: Legión alemana del Rey) era una unidad del Ejército británico compuesta principalmente por personal alemán expatriado durante el período de 1803-16. La Legión logró la distinción de ser la única fuerza alemana en luchar sin interrupción contra los franceses durante las guerras napoleónicas.
La Legión se formó a los pocos meses de la disolución del ejército del Electorado de Hannover en 1803 y se constituyó como un cuerpo mixto a finales de ese año. Aunque la Legión nunca luchó de manera autónoma y permaneció como parte del Ejército británico durante las guerras napoleónicas (1804-15), desempeñó un papel vital en varias campañas, en particular la Expedición Walcheren, la guerra de la Independencia Española y los Cien Días (1815).
La Legión se disolvió en 1816. Varias de las unidades se incorporaron al ejército del recién establecido Reino de Hannover, y más tarde –después de la unificación alemana en 1871– se convirtieron en parte del Ejército Imperial alemán.
No debe confundirse esta unidad con la Legión alemana británica, otra unidad reclutada para la guerra de Crimea.

## Historia

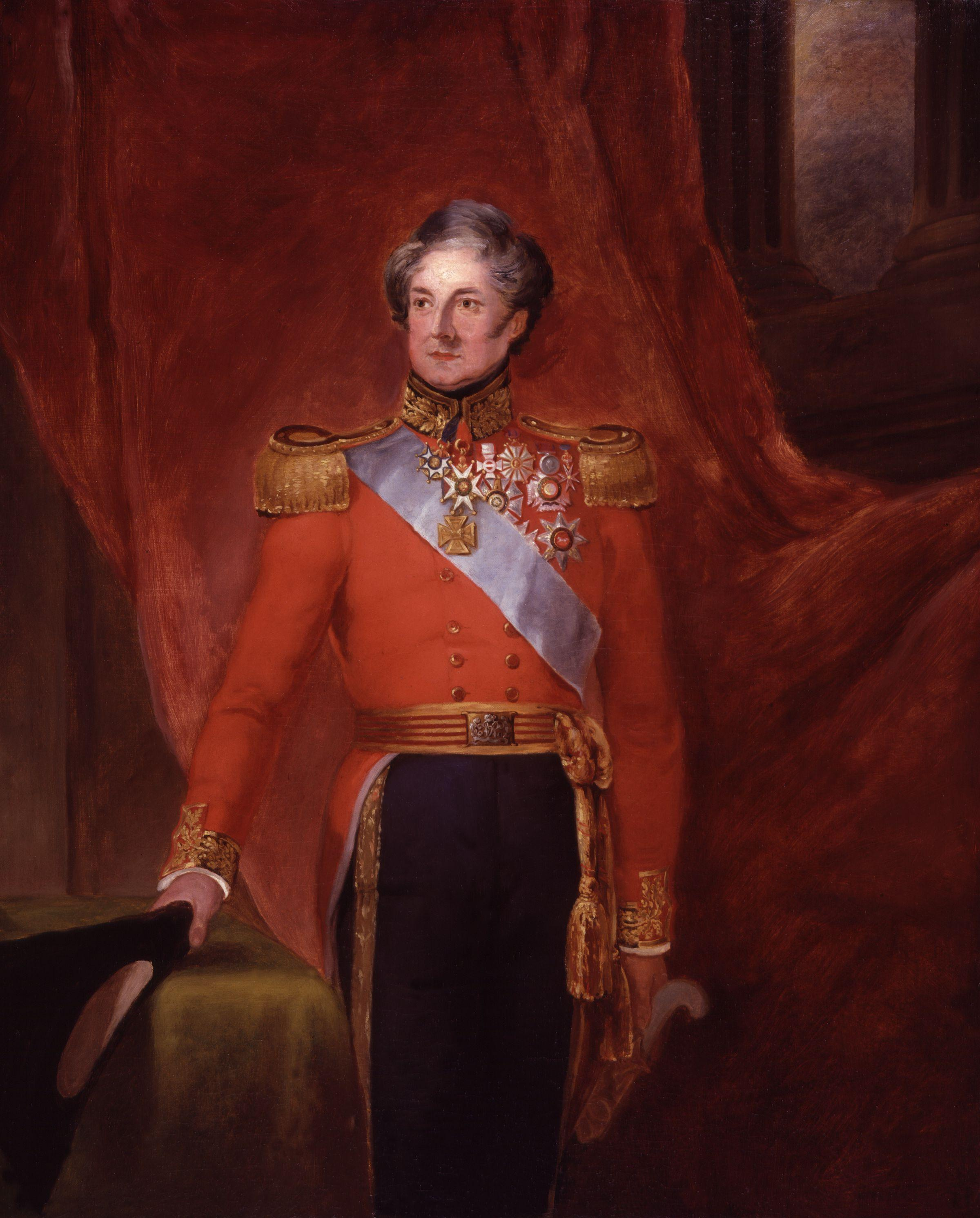
Colin Halkett ayudó a colocar las raíces de lo que sería la KGL.

Después de la ocupación de Hannover por parte de las tropas napoleónicas, la Convención de Artlenburg,  también llamada Convención del Elba, se firmó el 5 de julio de 1803 y disolvió formalmente el Electorado de Hannover.  En consecuencia, el ejército del elector fue disuelto. Muchos antiguos oficiales y soldados de Hannover huyeron de la ocupación francesa de Hannover a Gran Bretaña; Jorge III, el depuesto Elector de Hanover, era también Rey del Reino Unido. El mismo año, el comandante Colin Halkett y el coronel Johann Friedrich von der Decken recibieron órdenes para formar un cuerpo de infantería ligera, para ser nombrado "El regimiento alemán del rey" (The King's German Regiment). El 19 de diciembre de 1803, los cuerpos de Halkett y von der Decken se combinaron como base de un cuerpo mixto (incluye todas las armas: caballería, infantería, artillería), que pasó a llamarse Legión Alemana del Rey. La infantería KGL fue acuartelada en Bexhill-on Sea y la caballería en Weymouth, Dorset. El número de oficiales y de otros rangos creció con el tiempo a aproximadamente 14.000, pero durante los 13 años de su existencia, cerca de 28.000 hombres sirvieron en la Legión en un momento u otro. Inicialmente, la mayoría de los oficiales fueron nombrados con rango temporal, pero en 1812 a todos los oficiales de la Legión se les dio un rango permanente en el ejército británico por "haberse distinguido con mucha frecuencia contra el enemigo".' Este cuerpo vio el servicio activo como una parte integral del ejército británico desde 1805 hasta 1816, después de lo cual sus unidades se disolvieron.

## Organización
Caballería

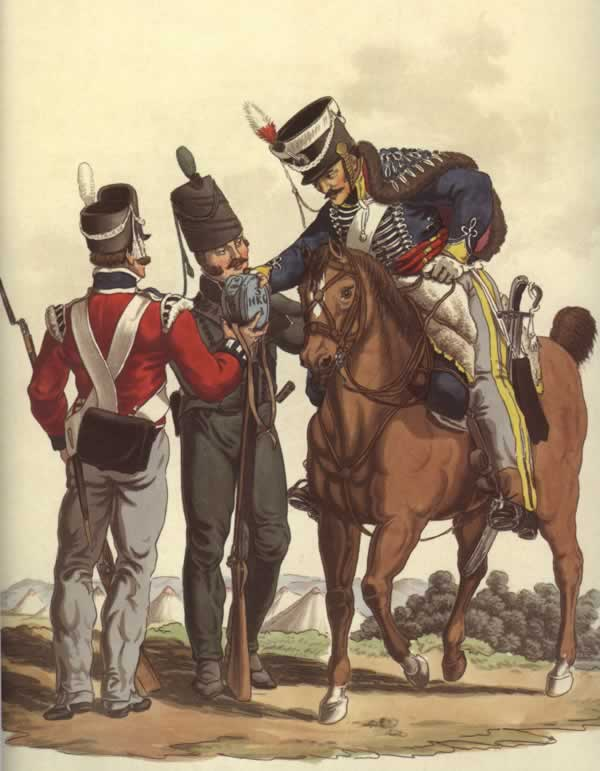
Soldados de la KGL, infante de línea, infantería ligera y húsar.

- 1.º Regimiento de Dragones (1804–1812, Casacas rojas)
  - Transformado a: 1.º Regimiento de Dragones Ligeros (1812–1816, casacas azules)
- 2.º Regimiento de Dragones (1805–1812, casacas rojas)
  - Transformado a: 2.º Regimiento de Dragones Ligeros (1812–1816, casacas azules)
- 1.º Regimiento de Húsares
- 2.º Regimiento de Húsares
- 3.º Regimiento de Húsares

- 1.° Batallón de Infantería Ligera
- 2.° Batallón de Infantería Ligera
- 1.° Batallón de Línea
- 2.° Batallón de Línea
- 3.° Batallón de Línea
- 4.° Batallón de Línea
- 5.° Batallón de Línea
- 6.° Batallón de Línea
- 7.° Batallón de Línea
- 8.° Batallón de Línea

Artillería e ingenieros
- Artillería alemana del rey (King's German Artillery)
  - 2 baterías a caballo
  - 4 baterías a pie
- Ingenieros alemanes del rey (King's German Engineers)

## Campañas

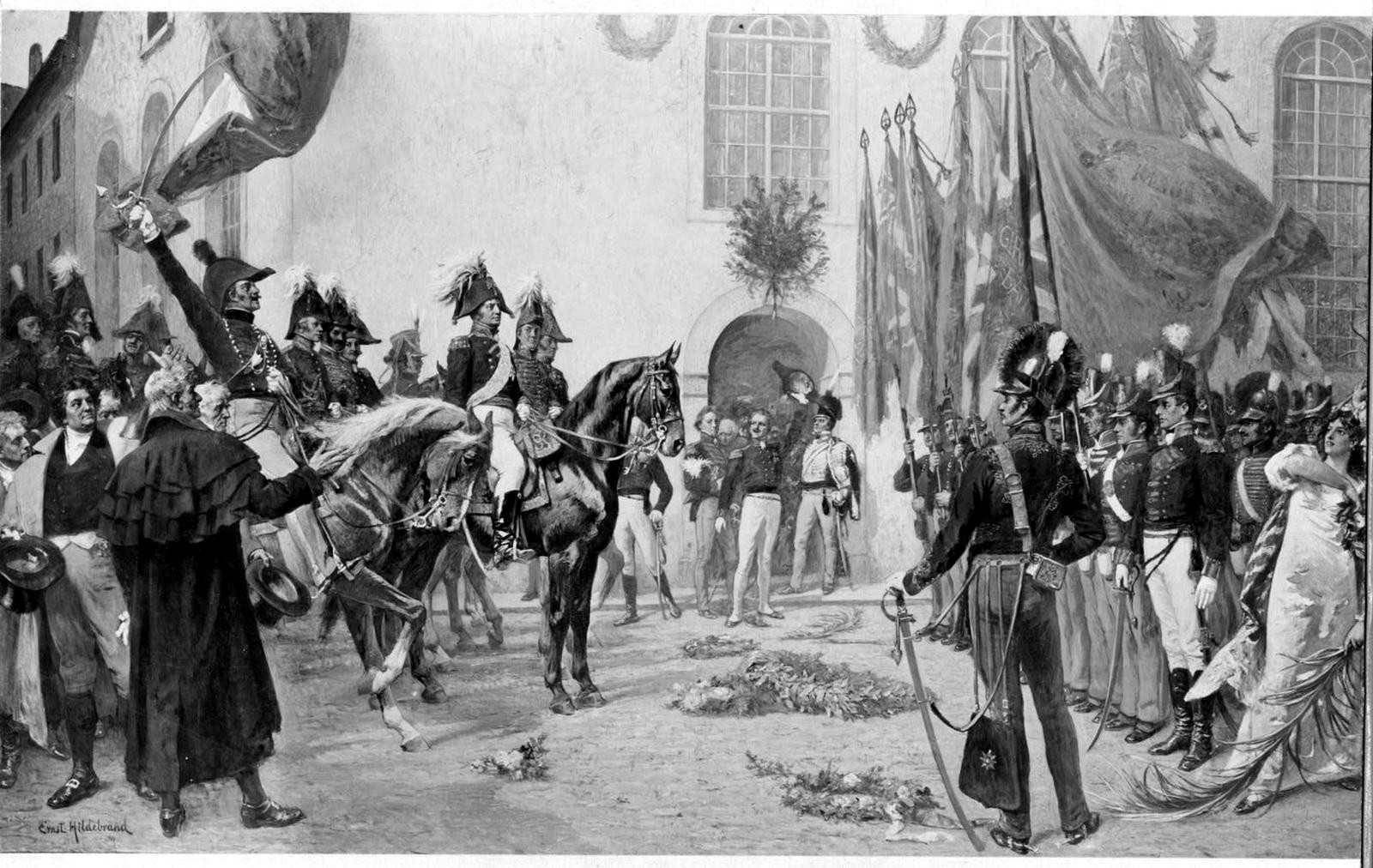
Entrada de la Legión Alemana del Rey en Hannover 1816 (parte media)

Aunque la Legión nunca luchó de manera autónoma, sus unidades participaron en campañas en Hannover, Pomerania, Copenhague y Walcheren, la Guerra Peninsular al mando del General John Moore; y el retiro a la Coruña; la Campaña Peninsular bajo el mando del Duque de Wellington, incluyendo las batallas de Busaco, Barrosa, Fuentes de Oñoro, Albuera, Ciudad Rodrigo, Salamanca, García Hernández, Burgos, Venta del Pozo, Vitoria, San Sebastián, Nivelle, Orthez, Sicilia y las partes orientales de España, el norte de Alemania y Göhrde.
En la campaña peninsular, los alemanes realzaron el núcleo veterano del ejército británico. En Sabugal, en abril de 1811, varios centenares de húsares alemanes aumentaron la División Ligera, y estos encontraron el vado apropiado en el río Coa. En la Batalla de García Hernández, los dragones actuaron en inusual hazaña al romper dos formaciones de cuadro francesas en cuestión de minutos.
En la Batalla de Waterloo, el 2.º Batallón Ligero con miembros del 1.º Batallón y el 5.° Batallón de Línea defendió la granja y la carretera en "La Haye Sainte." Cuando el 5.° Batallón de Línea bajo el mando de Christian Ompteda se dirigía a reforzar a los defensores de Haye Sainte, la caballería francesa al mando Jean-Baptiste Drouet, Conde d'Erlon, les barrió; sólo sobrevivieron unos cuantos de los pretendidos relevos. Después de un defensa de seis horas, sin munición ni refuerzos, los alemanes fueron forzados a abandonar la granja, dejando los edificios en ruinas y sus muertos atrás.

## Imágenes

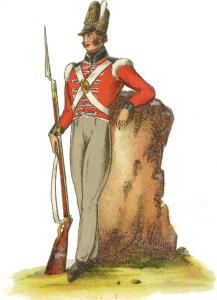
Infante de línea
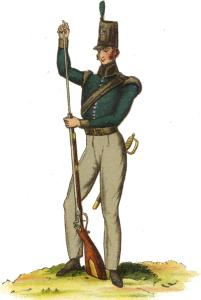
Soldado del primer batallón ligero
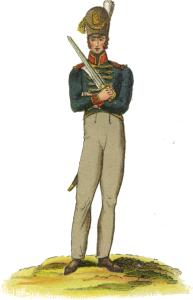
Artillero de a pie
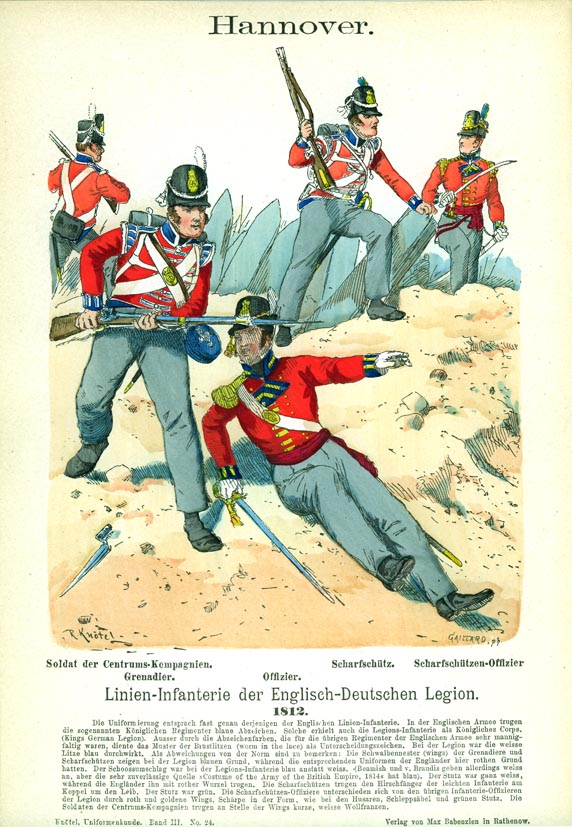
Infantería de línea
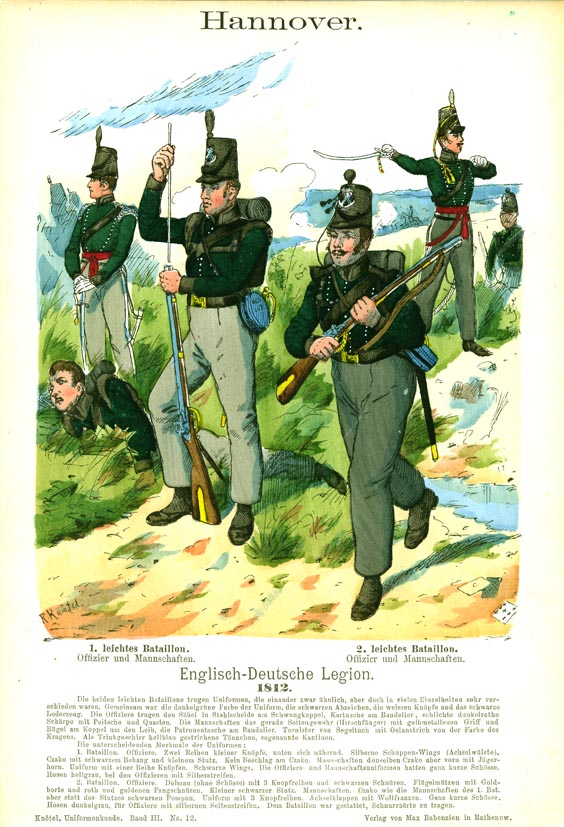
1° y 2° Batallones ligeros
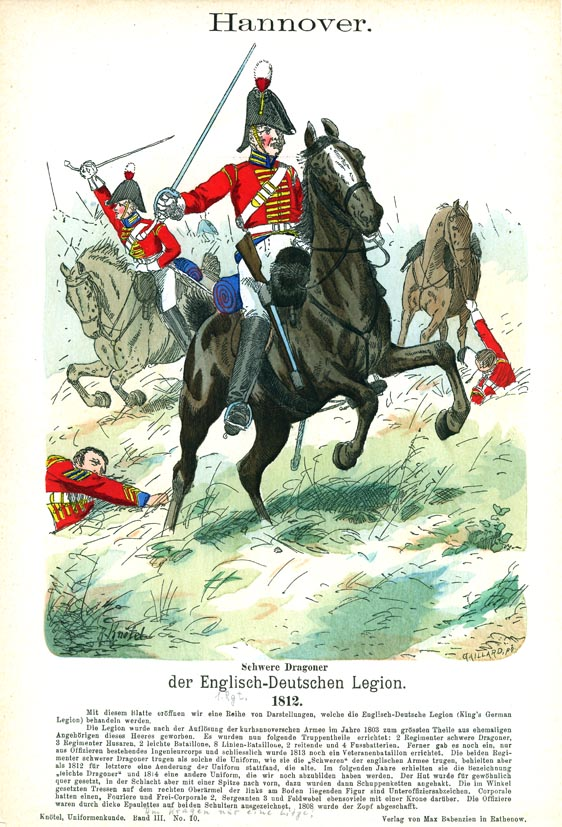
Dragones pesados 1812
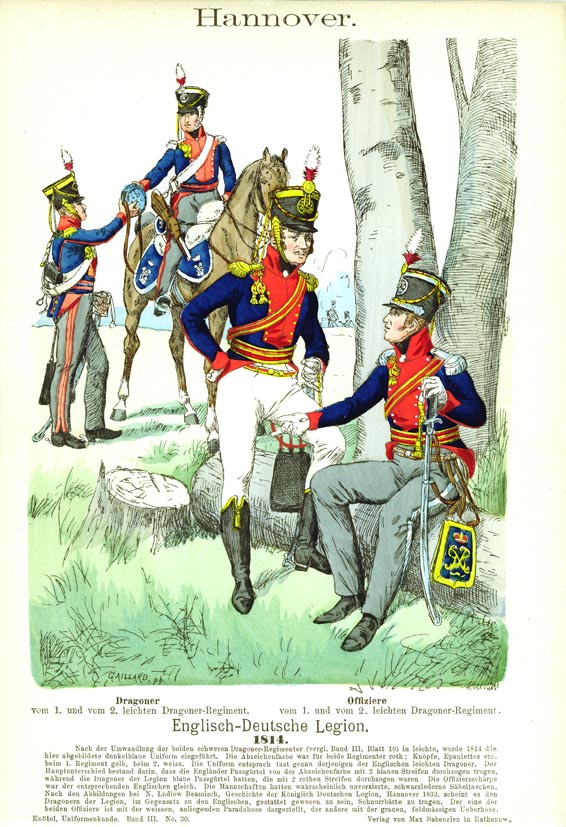
Dragones ligeros 1814
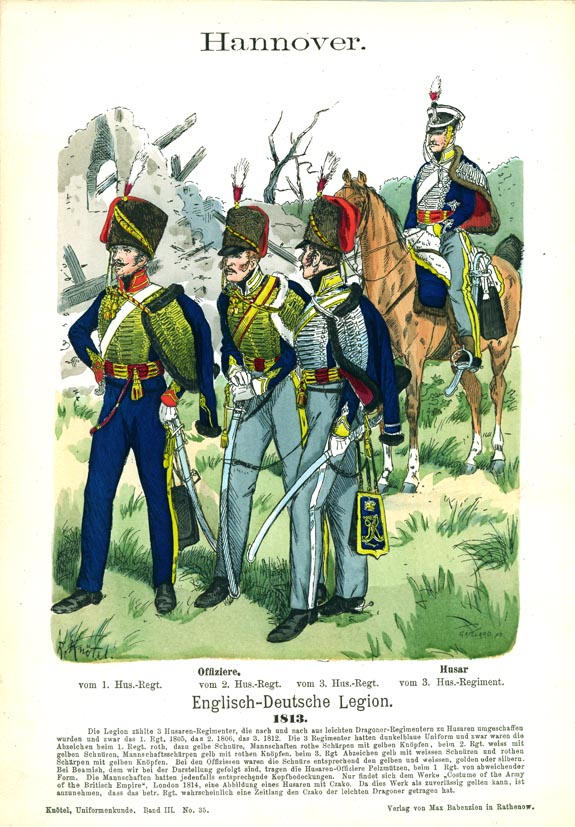
Húsares 1813.
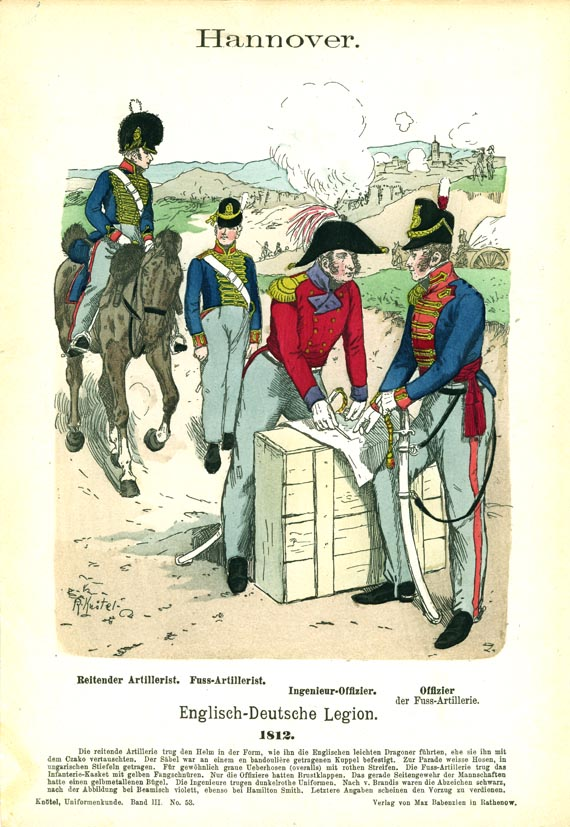
Artilleros e ingenieros 1812

## Legado
La Legión era conocida por su excelente disciplina y capacidad de lucha. La caballería tenía fama de estar entre las mejores en el ejército británico. Según el historiador Alessandro Barbero, la Legión alemana del rey "tenía un grado tan alto de profesionalismo que era considerado igual en todos los aspectos a las mejores unidades británicas". Después de la victoria en Waterloo, el Electorado de Hannover fue refundado como el Reino de Hannover. Sin embargo, el ejército de Hannover se había reconstituido incluso antes de la batalla final, de modo que existían dos ejércitos de Hannover. En 1816, la Legión se disolvió y algunos oficiales y hombres se integraron en el nuevo ejército de Hannover.

## Ejército alemán
Después de la unificación de Alemania, algunas de las antiguas unidades KGL que habían servido en el Ejército Hannoveriano se perpetuaron en el ejército imperial alemán, lo que finalmente llevó a su servicio en el Reichswehr y la Wehrmacht. Estos eran:
- Kavallerie-Regimentern 13–1.º Regimiento de Dragones Ligeros
- Kavallerie-Regimentern 13–2.º Regimiento de Dragones Ligeros
- Kavallerie-Regimentern 14–1.º Regimiento de Húsares
- Infanterie-Regimentern 16–1.° Batallón de Línea
- Infanterie-Regimentern 17–1.º Batallón Ligero